# Koeroemtsjincultuur
De Koeroemtsjincultuur (Russisch: Курумчинская культура, Koeroemtsjinskaja koeltoera) was een Siberische archeologische cultuur van de 6e tot 14e eeuw. De cultuur werd gevonden in Oost-Siberië (de Baikal-regio, de bovenloop van de rivieren Lena en Angara). 
De bevolking hield zich bezig met veeteelt en landbouw, waarbij ook metallurgie werd bedreven. Onder de archeologische vondsten bevinden zich kampementen, nederzettingen, begraafplaatsen en rotstekeningen. De begraafplaats op het eiland Olchon in het Baikalmeer met grafstenen in de vorm van een miniatuur-tsjoem, en de rotstekeningen in rode oker aan de bovenloop van de Lena (o.a. Sjisjkino) en de Koed-rivier, met ruiters met vaandels, kamelen, mensen in lange gewaden, enz. hebben veel gemeen met de kunst van de Jenisej-Kirgiezen en Altaj-Turken van het 1e millennium. Te oordelen naar de inscripties kenden de Koeroemtsjinmensen het Orchon-schrift. Ze worden geïdentificeerd met de Koeryk van Turkse inscripties. 